# Trichosarcina
Trichosarcina, monotipski rod zelenih algi čija pripadnost porodici još nije utvrđena a pripada redu Ulotrichales. Jedina je vrsta terestrijalna alga nevažećeg imena T. polymorpha uz pacifičku obalu Japana.